# Wolfgang Grönebaum

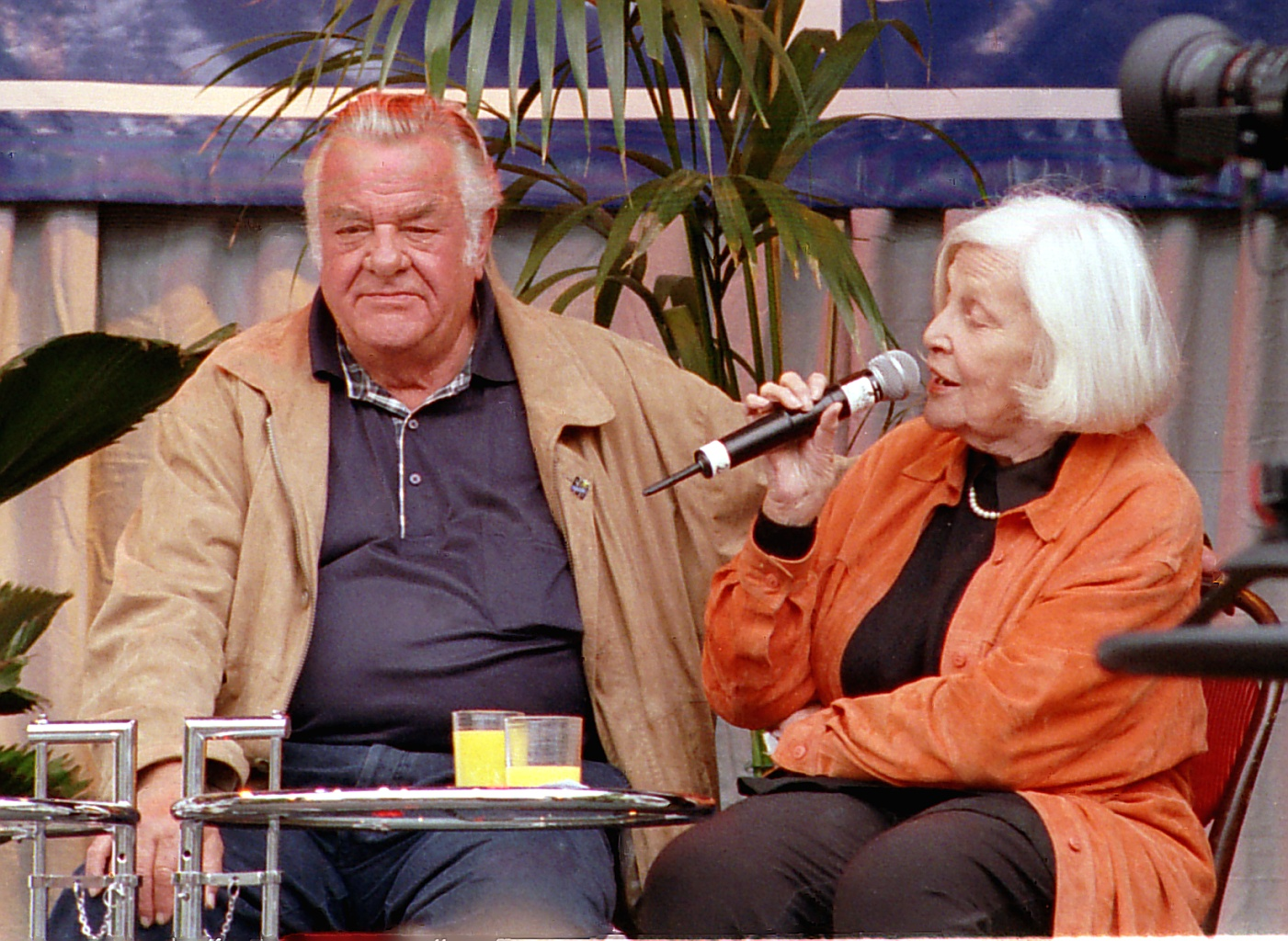
Wolfgang Grönebaum und Annemarie Wendl („Egon und Else Kling“) beim Tag der offenen Tür in Köln-Bocklemünd 1997

Wolfgang Grönebaum (* 14. März 1927 in Grabs, Kanton St. Gallen, Schweiz; † 16. März 1998 in Gummersbach, Nordrhein-Westfalen) war ein deutscher Schauspieler, Hörspiel- und Off-Sprecher.

## Leben
Grönebaum, ab 1930 in Dortmund aufgewachsen, begann 1946 seine Ausbildung an der Folkwang-Hochschule in Essen und arbeitete bereits von 1947 bis 1949 am Schauspielhaus Bochum; im Anschluss daran betrieb er einige Jahre ein eigenes kleines Theater in Dortmund. 1953 wechselte er zum Dortmunder Stadttheater; von 1957 bis 1970 besaß er ein festes Engagement am Düsseldorfer Schauspielhaus.
Ab 1970 arbeitete Grönebaum als freischaffender Schauspieler in Film und Fernsehen. Als Egon Kling gehörte er ab 1985 bis zu seinem Tod zum Ensemble der ARD-Serie Lindenstraße – und sprach dort auch den allerersten Satz: „So, da wär’ er [der Schlüssel], Herr Kronmüller!“, wobei er Siegfried Kronmayr versehentlich mit dem falschen Nachnamen anredet. Vor seiner Lindenstraßen-Rolle spielte er bereits mehrfach den Ehemann seiner Kollegin Marie-Luise Marjan (Mutter Beimer), zum Beispiel in Wolfgang Petersens Smog (1973) oder Wolfgang Beckers Die Vorstadtkrokodile (1977).
Mit seiner markanten sonoren Stimme war Grönebaum daneben als Sprecher in zahlreichen Dokumentarfilmen und Hörspielen, aber auch in Fernsehreihen wie der Sendung mit der Maus vertreten. Für die ZDF-Sendereihe Aktenzeichen XY … ungelöst übernahm Grönebaum von der ersten Sendung 1967 an bis 1989 (ab 1985 gemeinsam mit Isolde Thümmler) den Kommentar vieler Filmfälle und war in einigen davon auch als Darsteller zu sehen.
Grönebaum lebte seit Ende der 1960er Jahre bis zu seinem Tod in Morsbach. Er starb zwei Tage nach seinem 71. Geburtstag an den Folgen einer Lungenentzündung. Er wurde auf dem Friedhof in Hohenhausen der Gemeinde Kalletal beigesetzt.

## Filmografie (Auswahl)
- 1967–1984: Aktenzeichen XY … ungelöst (als Darsteller)
- 1970: Das große Massakerspiel
- 1971: Tatort – Kressin stoppt den Nordexpress
- 1971–1973: Unser Dorf (Fernsehserie)
- 1972: Die Rote Kapelle
- 1972: Hamburg Transit – Endstation Fuhlsbüttel (Fernsehserie)
- 1972: Privatdetektiv Frank Kross – Dollar hin, Dollar her (Fernsehserie)
- 1973: Smog
- 1973: Ein Herz und eine Seele – Besuch aus der Ostzone / Die Beerdigung (Nebenrolle, Fernsehserie)
- 1975: Stellenweise Glatteis
- 1976: Freiwillige Feuerwehr
- 1976: Der Winter, der ein Sommer war
- 1976: Inspektion Lauenstadt – Pensionäre (Fernsehserie)
- 1976: Inspektion Lauenstadt – Zwei Urlauber (Fernsehserie)
- 1976: Notarztwagen 7 (Fernsehserie)
- 1977: Die Vorstadtkrokodile (Fernsehfilm)
- 1977: Spuk in Felixburg (Fernsehfilm)
- 1978: Tatort – Lockruf
- 1979: Wege in der Nacht
- 1979: Der Willi-Busch-Report
- 1979: Unternehmen Rentnerkommune – Auf Freiersfüßen (Folge 12)
- 1979: Unternehmen Rentnerkommune – Der Rentner-Blitz (Folge 13)
- 1979: Der Alte – Mordanschlag (Fernsehserie)
- 1981: Der Alte – Freispruch
- 1985: Geschichten aus der Heimat – Die Bauernfänger (Fernsehserie)
- 1985–1998: Lindenstraße (Fernsehserie, 270 Folgen)
- 1989: Die Schwarzwaldklinik – Herzstillstand (Folge 63)
- 1992: Geschichten aus der Heimat – Rauchen gefährdet die Gesundheit (Fernsehserie)
- 1998: Freundinnen & andere Monster

### Arbeit als Sprecher
- 1967–1989: Aktenzeichen XY … ungelöst

## Hörspiele
- 1997: Irmgard Keun: Gilgi, eine von uns (Vater) – Regie: Barbara Plensat (Hörspiel – NDR)
- 1980  in den TSB John Sinclair-Hörspielen:
  - Die Nacht des Hexers
- 1980 als G-man Jerry Cotton in den TSB-Hörspielen:
  - Der Tod kam aus Sing Sing
  - Todesfalle Taiwan
  - Die gnadenlosen zwei
  - Das große Killerspiel, 1. Teil
  - Das große Killerspiel, 2. Teil
  - Die Jamaika-Prinzessin